# Matrisknippe
Ett matrisknippe är inom linjär algebra en matrisvärd funktion av reella eller komplexa tal. Om {\displaystyle A_{1},A_{2},...A_{n}} är n × n-matriser (reella eller komplexa), där {\displaystyle A_{n}\neq 0}, är
{\displaystyle L(\lambda )=\sum _{k=0}^{n}\lambda ^{k}A_{k}}
ett matrisknippe av grad n. Specialfallet
{\displaystyle L(\lambda )=A-\lambda B\,}
kallas för ett linjärt matrisknippe. Alla tal {\displaystyle \lambda } där {\displaystyle \det(A-\lambda B)=0} kallas för matrisknippets egenvärden, och mängden av alla egenvärden kallas för matrisknippets spektrum. Problemet att hitta egenvärden till ett matrisknippe kallas för det generaliserade egenvärdesproblemet.